# 里見治
里見 治（さとみ はじめ、1942年1月16日 - ）は、日本の実業家、馬主。
群馬県甘楽郡福島町（現：甘楽町福島）出身。青山学院大学法学部中退。セガサミーホールディングス社長の里見治紀は長男。衆議院議員の鈴木隼人は娘婿。

## 経歴
青山学院大学在学中の1964年（昭和39年）に友人とゲーム機の販売会社を起こす。しかし経営がうまく行かなかったため販売会社を1年で清算、自らゲーム機の開発を行う方向に転じる。翌1965年（昭和40年）に父親が経営していた食品メーカー「東京栄養食品」の商号を「株式会社さとみ」に変更し、その専務に就任。同社内にアミューズメント部門を設立してクレーンゲームやアレンジボール機の開発・販売等を手がけた。
1977年（昭和52年）には取引先の手形の不渡りのあおりを食って株式会社さとみが倒産するが、残った社員と共に同社の関連会社であるサミー工業（1975年設立、現在のサミー）を再建する形で事業を継続。1980年（昭和55年）にはサミー工業の社長となり、以後同社にて主にパチンコ・パチスロ機の開発・販売などを行い、サミーを業界大手の一角に成長させた。その他、ファミリーコンピュータ向けの「つっぱりウォーズ」など、自社でゲームソフトの開発や販売を行っていたこともあった。
2005年（平成17年）からは日本男子プロゴルフを応援したいと考え、日本男子ツアーのトーナメント「セガサミーカップゴルフトーナメント」を創設、初代大会会長を務め、現在は「長嶋茂雄Invitational セガサミーカップゴルフトーナメント」として毎年夏に開催されている。
2016年（平成28年）9月、里見が金融商品の売却などを巡って約30億円の申告漏れを東京国税局から指摘されていた。2021年5月、東京地裁は里見会長側の主張を全面的に認めて処分を取り消した。
2021年（令和3年）4月、後任を里見治紀としてセガサミーホールディングス代表取締役会長グループCEOを退任。セガサミーホールディングス代表取締役会長となり、セガ取締役名誉会長、サミー代表取締役会長を兼任している。

## 主な役職
- セガサミーホールディングス株式会社代表取締役会長
- 株式会社セガ取締役名誉会長
- サミー株式会社代表取締役会長
- 日本電動式遊技機工業協同組合（日電協）理事長
- 日本アミューズメントマシン工業協会（JAMMA）会長

## 馬主活動

里見の勝負服

日本中央競馬会（JRA）と地方競馬全国協会（NAR）に馬主登録されている。勝負服の柄は緑、黄菱山形、袖黄縦縞。過去には白、青縦縞、桃袖や緑、水色縦縞、白袖の柄を使用していた。冠名は「サトノ〜」と「〜サミー」を用いるが、冠名を使用しない馬もわずかにいる。長男の治紀、妻の美惠子も馬主であり、それぞれサトノティターン（2019年マーチステークス優勝馬）、バーディバーディ（2010年兵庫チャンピオンシップ、ユニコーンステークス優勝馬）といった重賞勝ち馬を所有している。
GI競走に有力馬を出走させながら勝利に恵まれない期間が長かったが、2016年（平成28年）のサトノダイヤモンドの菊花賞優勝を皮切りに、サトノクラウンの香港ヴァーズ、サトノアレスの朝日杯フューチュリティステークス、サトノダイヤモンドの有馬記念とGIを立て続けに獲得した。以降もサトノアラジンで安田記念を制するなどGIなどの大舞台ではすっかりお馴染みになっている。
セガサミーホールディングスの子会社のセガがリリースしている龍が如くシリーズの製作総指揮者としても知られている一方で、同じくセガがリリースしている競馬アーケードゲームであるSTARHORSEシリーズの開発には里見は一切関与していない。
メジロマックイーンやディープインパクトなどを管理した池江泰郎元調教師がアドバイザーを務めている関係もあり、期待馬は主に息子の池江泰寿厩舎に預ける事が多い。有馬記念などを制したサトノダイヤモンドを筆頭にサトノアラジン、サトノノブレス、サトノクロニクル、サトノアーサーなど数々の期待馬を池江厩舎へと預けている。
また池江厩舎の他にも南井克巳厩舎（2023年解散）へも多く預けていた。これは里見オーナーが始めて所有したミラクルサミーが南井騎手の師匠である工藤嘉見厩舎へ入厩、5勝を挙げうち2勝が南井騎手の手綱によってもたらされたものだったからである。その後一時期南井克巳との関係は薄くなるが2000年代後半にセールで落札したサトノパンサーを南井厩舎へと預ける。サトノパンサーはJRAで5勝を挙げる活躍を見せ、ここから再び南井厩舎との関係が始まり、サトノフェイバーがきさらぎ賞を制するなど活躍している。また里見オーナーはフジワラファーム生産馬を所有する場合は南井厩舎へ預けることが多く、前述のサトノフェイバーもフジワラファームの生産馬である。
なお、2017年（平成29年）に馬主事業を法人化し、所有馬の名義を「株式会社サトミホースカンパニー」に変更していたが、同社は約34億円の債務超過となり、2023年（令和5年）2月に解散した。このため名義は再び個人名に戻っている。

## 主な所有馬

### GI級競走優勝馬
- サトノクラウン[11]（2014年東京スポーツ杯2歳ステークス、2015年弥生賞、2016年京都記念、香港ヴァーズ、2017年京都記念、宝塚記念）
- サトノダイヤモンド[12]（2016年きさらぎ賞、神戸新聞杯、菊花賞、有馬記念、2017年阪神大賞典、2018年京都大賞典）
- サトノアレス[13](2016年朝日杯フューチュリティステークス）
- サトノアラジン[14]（2016年京王杯スプリングカップ、スワンステークス、2017年安田記念[15]）
- サトノレーヴ[16]　(2024年函館スプリントステークス、キーンランドカップ、2025年高松宮記念)

### 重賞競走優勝馬
- サトノプログレス[17]（2008年ニュージーランドトロフィー）
- サトノアポロ[18]（2013年中日新聞杯）
- サトノノブレス[19]（2014年日経新春杯、小倉記念、2016年中日新聞杯、鳴尾記念）
- サトノルパン[20]（2015年京阪杯）
- サトノラーゼン[21]（2015年京都新聞杯）
- サトノクロニクル（2017年チャレンジカップ）
- サトノフェイバー[22]（2018年きさらぎ賞）
- サトノワルキューレ[23]（2018年フローラステークス）
- サトノアーサー[24]（2018年エプソムカップ、2020年関屋記念）
- サトノガーネット（2019年中日新聞杯）
- サトノフラッグ（2020年弥生賞ディープインパクト記念）
- サトノインプレッサ（2020年毎日杯）
- サトノグランツ（2023年京都新聞杯、神戸新聞杯）[25]
- サトノカルナバル（2024年函館2歳ステークス）[26]
- サトノシャイニング（2025年きさらぎ賞）

### その他の所有馬
- サトノレイナス
- サトノヘリオス

## 主な表彰馬
JRA賞
- 最優秀2歳牡馬

サトノアレス（2016年）
- 最優秀3歳牡馬

サトノダイヤモンド（2016年）

## 参考資料
- “2004年 10月 1日この人、この時：サミー会長・里見治さん 娯楽に懸ける”. 2012年11月16日時点のオリジナルよりアーカイブ。2017年7月22日閲覧。